# Zásada
Zásada település Csehországban, Jablonec nad Nisou-i járásban. Zásada Plavy, Pěnčín, Loužnice, Velké Hamry és Držkov településekkel határos. Lakosainak száma 917 fő (2024. január 1.).

## Népesség
A település lakosságának változását az alábbi diagram mutatja:
| Lakosok száma | 942  | 1268 | 1372 | 1167 | 1022 | 841  | 885  | 904  | 890  | 917  |
|               | 1869 | 1890 | 1921 | 1950 | 1980 | 2001 | 2017 | 2019 | 2022 | 2024 |